# Aframmi angolense
Aframmi angolense là một loài thực vật có hoa trong họ Hoa tán. Loài này được (C.Norman) C.Norman mô tả khoa học đầu tiên năm 1929.